# Jyllands-Postens Lokalaviser
Jyllands-Postens Lokalaviser A/S er et dansk avisforlag med hjemsted i Aarhus, der udgiver 11 lokalaviser i Østjylland. Selskabet er et datterselskab af JP/Politikens Hus. Selskabet blev etableret ved årsskiftet 2019/20 og er en videreføring af Politikens Lokalaviser A/S, som blev etableret i 1976. Navnskiftet skete i forbindelse med frasalg af en række sjællandske og sydsvenske lokalaviser i 2019.
Administrerende direktør er Rasmus Blegvad og Morten Nystrup er ansvarhavende redaktør. Udgør den samlede daglige bladledelse.

## Liste over udgivelser
| - Adresseavisen Syddjurs - Ebeltoft Folketidende - Lokalavisen Favrskov - Lokalavisen Norddjurs - Uge-Bladet Skanderborg - Din Avis Aarhus Midt | - Din Avis Aarhus Nord - Din Avis Aarhus Syd - Din Avis Aarhus Vest - Århus Onsdag - Erhvervsavisen Østjylland |

## Tidligere udgivelser

### Danmark
Den 1. januar 2020 overtog Sjællandske Medier følgende 13 lokalaviser:
| - Albertslund Posten - Allerød Nyt - Lokalavisen Egedal - Uge-nyt Fredensborg - Lokalavisen Frederikssund - Furesø Avis - Villabyerne | - Ugeposten - Halsnæs Avis - Hillerød Posten - Ugebladet - Det grønne område - Rudersdal Avis |

### Sverige
Fra 2001 til 2019 drev Politikens Lokalaviser gennem et svensk datterselskab 28 lokalaviser i det sydlige Sverige. I oktober 2019 blev den svenske virksomhed solgt til HD-Sydsvenskan, der er ejet af Bonnier News. Efter salget blev JP/Politikens Hus medejer af HD-Sydsvenskan med en ejerandel på 7,3 pct.
Følgende titler blev overdraget ved handlen i 2019:
| - Laholms Tidning - Bjäre Nu - Lokaltidningen Helsingborg - Lokaltidningen Höganäs - Lokaltidningen Hässleholm - Lokaltidningen Kristianstad - Lokaltidningen Kävlinge Nya - Lokaltidningen Landskrona - Lokaltidningen Limhamn/Bunkeflo - Lokaltidningen Lomma & Burlöv | - Lokaltidningen Lund Östra - Lokaltidningen Malmö Centrum - Lokaltidningen Malmö Västra Innerstaden, Västra Hamnen - Lokaltidningen Malmö Hyllie, Fosie - Lokaltidningen Malmö Kirseberg, Husie, Oxie - Lokaltidningen Mellanskåne - Lokaltidningen Sjöbo, Tomelilla och Simrishamn - Lokaltidningen Skurup - Lokaltidningen Staffanstorp - Lokaltidningen Svalöv | - Lokaltidningen Svedala - Lokaltidningen Söderåsen - Lokaltidningen Trelleborg - Lokaltidningen Vellinge-Näset - Lokaltidningen Ystad - Lokaltidningen Ängelholm - Lokaltidningen Växjö & Alvesta - Östgötatidningen |